# Rajshahi
Rajshahi és una ciutat i corporació municipal de Bangladesh situada a 24° 22′ N, 88° 36′ E / 24.367°N,88.600°E, a la riba del riu Padma. La ciutat té una superfície de 96,69 km² i està formada per 4 thanes, 239 wards o seccions i 169 mahalla (zones o barris). Al cens del 2001 tenia 646.716 habitants; el 1901 consta amb 21.589 habitants. És coneguda com a Ciutat de la Seda i Ciutat de l'Educació. A la ciutat destaca la tomba de Hazrat Shah Makhdum (de 1634). Està 

## Història
El territori fou part del regne de Pundra però no s'esmenta la ciutat. Vijay Sen, el rei sena que va dirigir operacions militars a Ceilan i el Sud-est asiàtic tenia la seva capital a uns 15 km a l'oest de la moderna Rajshahi. Després, a l'edat mitjana, apareix amb el nom de Rampur Boalia. El 1772 els britànics van establir un districte amb seu a Nator o Natore on residia el zamindar local, pero el 1825 va traslladar la capital a Rampur Boalia on hi havia hagut una antiga factoria holandesa establerta a l'inici del segle xviii ara ajuntada amb la 
English Commercial Residency de la localitat després d'un acord entre britànics i holandesos. El 1876 es va establir la municipalitat. El 1888 la capital de la divisió es va traslladar a Jalpaiguri (capital del districte de Jalpaiguri creat el 1869), però la del districte va romandre a Rampur Boalia. El 12 de juny de 1897 fou greument afectada per un terratrèmol.
En un moment no especificat del segle xx va canviar el seu nom a Rajshahi. El 1971 durant la guerra d'alliberament, Rajshahi fou teatre de dures lluites i d'atrocitats pakistaneses. El 1991 es va establir la corporació municipal.